# American Society of Mammalogists
La American Society of Mammalogists (ASM) è una società scientifica fondata il 3 aprile 1919 a Washington, D.C., con sede attuale a Topeka, Kansas. Il suo scopo principale è quello di promuovere e sostenere la ricerca sui mammiferi.
L'ASM conta circa 4500 membri, costituiti in larga parte da scienziati e ricercatori professionisti. Ogni due anni, i membri eleggono il presidente, il vicepresidente, il segretario, il tesoriere e i responsabili editoriali delle pubblicazioni.
Ogni anno, la società organizza diverse conferenze e pubblica numerose riviste e volumi scientifici, tra cui il Journal of Mammalogy, le Special Publications, Mammalian Species e i Society Pamphlets. Inoltre, l'ASM gestisce una fototeca contenente oltre 3200 immagini di mammiferi. Nel 2017 è stato lanciato il database online Mammal Diversity Database, che raccoglie informazioni su oltre 6500 specie di mammiferi.
La società è composta da 31 comitati e commissioni, tra cui figurano il Comitato per il benessere e l'uso degli animali nella ricerca (Animal Care and Use Committee), il Comitato per i premi alla conservazione (Conservation Awards Committee), il Comitato per la conservazione della natura, il Comitato sui mammiferi marini, il Comitato per le relazioni internazionali (International Relations Committee) e il Comitato editoriale (Publications Committee).
Infine, l’ASM mette a disposizione numerose borse di studio e premi per sostenere la ricerca sui mammiferi, rivolti sia a studenti che a ricercatori professionisti.

## Presidenti
- 19191921: C. Hart Merriam
- 1921-1924: Edward W. Nelson
- 1924-1926: Wilfred H. Osgood
- 1926-1927: William D. Matthew
- 1927-1929: Glover Morrill Allen
- 1929-1931: Witmer Stone
- 1931-1933: Marcus W. Lyon, Jr.
- 1933-1935: Vernon Orlando Bailey
- 1935-1937: Harold Elmer Anthony
- 1937-1938: Joseph Grinnell
- 1938-1940: Hartley H. T. Jackson
- 1940-1942: Walter P. Taylor
- 1942-1944: A. Brazier Howell
- 1944-1946: E. Raymond Hall
- 1946-1947: Edward Alphonso Goldman
- 1947-1949: Remington Kellogg
- 1949-1951: Tracy I. Storer
- 1951-1953: William J. Hamilton, Jr.
- 1953-1955: William H. Burt
- 1955-1958: William B. Davis
- 1958-1960: Robert T. Orr
- 1960-1962: Stephen D. Durrant
- 1962-1964: Emmet T. Hooper
- 1964-1966: Donald F. Hoffmeister
- 1966-1968: Randolph L. Peterson
- 1968-1970: Richard G. Van Gelder
- 1970-1972: James N. Layne
- 1972-1974: J. Knox Jones, Jr.
- 1974-1976: Sydney Anderson
- 1976-1978: William Z. Lidicker, Jr.
- 1978-1980: Robert S. Hoffmann
- 1980-1982: James S. Findley
- 1982-1984: J. Mary Taylor
- 1984-1986: Hugh H. Genoways
- 1986-1988: Don E. Wilson
- 1988-1990: Elmer C. Birney
- 1990-1992: James H. Brown
- 1992-1994: James L. Patton
- 1994-1996: Robert J. Baker
- 1996-1998: Alicia V. Linzey
- 1998-2000: O. James Reichman
- 2000-2002: Thomas H. Kunz
- 2002-2004: Bruce D. Patterson
- 2004-2006: Guy N. Cameron
- 2006-2008: Robert M. Timm
- 2008-2010: Suzanne B. McLaren
- 2010-2012: Michael A. Mares
- 2012-2014: Edward J. Heske
- 2014-2016: Eileen A. Lacey
- 2016-2018: Robert S. Sikes
- 2018-2020: Douglas A. Kelt
- 2021-2023: Enrique P. Lessa
- 2023-2025: Felisa A. Smith